# Dejan Ristanović
Dejan Ristanović [dèjan ristánović] (srbsko Дејан Ристановић), srbski računalnikar, publicist in programer, * 16. april 1963.
25. julija 1979 si je Ristanović še kot dijak kupil svoj prvi računalnik - računalo TI-58. Januarja 1981 je, tedaj še v nekdanji SFRJ, med prvimi v državi začel pisati o programabilnih žepnih računalnikih za beograjsko naravoslovno revijo Galaksija. Julija tega leta je kupil nov žepni računalnik HP-41CV podjetja Hewlett Packard in prav kmalu postal pravi mojster programiranja za ta odlični kalkulator tudi v svetovnem merilu. Ta računalnik še danes uporablja. Istega leta je končal šolanje na Matematični gimnaziji v Beogradu.
Ob uspehu Rubikove kocke je leta 1982 izdal publikacijo Mađarska kocka. 
Leta 1983, v času ZX Spectruma  je sodeloval pri projektu izdelave računalnika Galaksija, ki ga je v obliki samogradnje izdelalo precej Jugoslovanov. Bil je avtor publikacije Računari u vašoj kući (december 1983), ki je nekoliko kasneje prerasla v (prvo) računalniško revijo v Jugoslaviji, Računari, kjer je zelo dejavno, tudi kot urednik, sodeloval Ristanović. Ena od njegovih dolgoletnih rubrik Dejanove pitalice, (Dejanova vprašanja) se je ukvarjala z razvedrilno matematiko in seveda s programiranjem ter algoritmi. Sodelovanje z Računari je prekinil marca leta 1995 in začel izdajati računalniško revijo PC Press, katere odgovorni urednik je še danes. Računari so sicer leta 2000 s 143. številko prenehali izhajati.
Proti koncu leta 1989 je skupaj z Zoranom Životićem ustanovil sistem za modemsko komunikacijo Sezam, eden največjih sistemov BBS daleč naokoli. Sezam je leta 1995 prerasel v SezamPro in se prelevil v ponudnika internet storitev, ki je dejaven še danes.
V času uporabe žepnih računalnikov je objavil mnogo programov za TI-59 in HP-41, objavljal jih je v Galaksiji, Računarih in tudi tujih časopisih TI PPC Notes (TI-59) in PPC Calculator Journal (HP-41). Kasneje je postavil tudi »nostalgično« spletno stran TI-59.